# Pacific Rim Rugby Championship 1997
Das Pacific Rim Rugby Championship 1997 war die zweite Ausgabe des Rugby-Union-Turniers Pacific Rim Rugby Championship. Teilnehmer waren die Nationalmannschaften von Hongkong, Japan, Kanada und den Vereinigten Staaten. Jedes Team trat in je einem Heim- und Auswärtsspiel gegen alle anderen Teams an (insgesamt sechs Spiele). Den Titel sicherte sich zum zweiten Mal Kanada.

## Tabelle
|    | Land               | Spiele | Siege | Unent. | Ndlg. | Spiel- punkte | Diff. | Tabellen- punkte |
| -- | ------------------ | ------ | ----- | ------ | ----- | ------------- | ----- | ---------------- |
| 1. | Kanada             | 6      | 5     | 0      | 1     | 200:116       | + 84  | 16               |
| 2. | Hongkong           | 6      | 3     | 0      | 3     | 186:121       | + 65  | 12               |
| 3. | Vereinigte Staaten | 6      | 3     | 0      | 3     | 120:176       | − 56  | 12               |
| 4. | Japan              | 6      | 1     | 0      | 5     | 134:227       | − 93  | 8                |

Anmerkung: Für einen Sieg gab es drei Punkte, für ein Unentschieden zwei Punkte und für eine Niederlage einen Punkt.

## Ergebnisse
| 3. Mai 1997 16:30 HKT | Hongkong                                                                                   | 42 : 20         | Japan                                                                     | Aberdeen Sports Ground, Hongkong Zuschauer: 2.500 Schiedsrichter: Don Reordan (USA) |
| 3. Mai 1997 16:30 HKT | Versuche: Fredricks Gordon (2) Krohn Nabaro Erhöhungen: Gordon (4) Straftritte: Gordon (3) | (10:15) Bericht | Versuche: Masuho Tuidraki Wada Erhöhungen: Nagatomo Straftritte: Nagatomo | Aberdeen Sports Ground, Hongkong Zuschauer: 2.500 Schiedsrichter: Don Reordan (USA) |

| 10. Mai 1997 | Kanada | 53 : 12        | Vereinigte Staaten                                        | Thunderbird Stadium, Vancouver Zuschauer: 5.000 Schiedsrichter: Ross Mitchell (Hongkong) |
| 10. Mai 1997 | Versuche: Charron Hutchinson Ross Snow Stanley (2) Strafversuch Erhöhungen: Rees (6) Straftritte: Rees (2) | (32:7) Bericht | Versuche: Scharrenberg Strafversuch Erhöhungen: Alexander | Thunderbird Stadium, Vancouver Zuschauer: 5.000 Schiedsrichter: Ross Mitchell (Hongkong) |

| 17. Mai 1997 | Hongkong                                                                                             | 46 : 9         | Vereinigte Staaten         | Aberdeen Sports Ground, Hongkong |
| 17. Mai 1997 | Versuche: J. Dingley P. Dingley Murray (2) Nabaro (2) Erhöhungen: Gordon (5) Straftritte: Gordon (2) | (24:9) Bericht | Straftritte: Alexander (3) | Aberdeen Sports Ground, Hongkong |

| 18. Mai 1997 14:00 JST | Japan                                                                          | 32 : 31         | Kanada                                                                                         | Prinz-Chichibu-Rugbystadion, Tokio Zuschauer: 12.000 Schiedsrichter: Paul Haley (Australien) |
| 18. Mai 1997 14:00 JST | Versuche: Itō Masuho (2) Murata Erhöhungen: Murata (3) Straftritte: Murata (2) | (17:16) Bericht | Versuche: Graf Stanley Strafversuch Erhöhungen: Rees (2) Straftritte: Rees (3) Dropgoals: Ross | Prinz-Chichibu-Rugbystadion, Tokio Zuschauer: 12.000 Schiedsrichter: Paul Haley (Australien) |

| 24. Mai 1997 | Hongkong                                 | 27 : 35        | Kanada                                                                                     | Aberdeen Sports Ground, Hongkong |
| 24. Mai 1997 | Versuche: 4 Erhöhungen: 2 Straftritte: 1 | (3:24) Bericht | Versuche: Gray McKenzie Stanley Erhöhungen: Ross Straftritte: Ross (4) Dropgoals: Ross (2) | Aberdeen Sports Ground, Hongkong |

| 25. Mai 1997 14:00 JST | Japan                                         | 12 : 20        | Vereinigte Staaten                                                         | Hanazono-Rugbystadion, Higashiōsaka Schiedsrichter: Ross Mitchell (Hongkong) |
| 25. Mai 1997 14:00 JST | Versuche: Imazumi Iwabuchi Erhöhungen: Murata | (12:5) Bericht | Versuche: Bachelet Lyle Takau Erhöhungen: Alexander Straftritte: Alexander | Hanazono-Rugbystadion, Higashiōsaka Schiedsrichter: Ross Mitchell (Hongkong) |

| 7. Juni 1997 13:00 PsT | Vereinigte Staaten                                                                                | 51 : 29         | Japan                                                                              | Boxer Stadium, San Francisco Zuschauer: 1.800 Schiedsrichter: Daniel Steele (Kanada) |
| 7. Juni 1997 13:00 PsT | Versuche: Alexander Anitoni Bachelet Grobler Hightower (4) Scharrenberg Erhöhungen: Alexander (3) | (22:22) Bericht | Versuche: Gordon Imaizumi Murata Sakata Erhöhungen: Murata (3) Straftritte: Murata | Boxer Stadium, San Francisco Zuschauer: 1.800 Schiedsrichter: Daniel Steele (Kanada) |

| 7. Juni 1997 | Kanada                                  | 17 : 16        | Hongkong                                 | Thunderbird Stadium, Vancouver Zuschauer: 3.500 |
| 7. Juni 1997 | Versuche: Stewart Straftritte: Rees (4) | (6:10) Bericht | Versuche: 1 Erhöhungen: 1 Straftritte: 3 | Thunderbird Stadium, Vancouver Zuschauer: 3.500 |

| 14. Juni 1997 | Vereinigte Staaten                                                        | 17 : 14 | Hongkong                                          | Boxer Stadium, San Francisco Schiedsrichter: Ian Hyde-Lay (Kanada) |
| 14. Juni 1997 | Versuche: Alexander Lyle Erhöhungen: Alexander (2) Straftritte: Alexander | Bericht | Versuche: Fredricks Murray Erhöhungen: Gordon (2) | Boxer Stadium, San Francisco Schiedsrichter: Ian Hyde-Lay (Kanada) |

| 14. Juni 1997 15:10 PST | Kanada                                                                                     | 42 : 18         | Japan                                              | Thunderbird Stadium, Vancouver Zuschauer: 3.500 Schiedsrichter: Don Reordan (USA) |
| 14. Juni 1997 15:10 PST | Versuche: Bryan James Lougheed Rees (2) Stewart Erhöhungen: Rees (3) Straftritte: Rees (2) | (11:13) Bericht | Versuche: Iwabuchi Izawa Oto Straftritte: Iwabuchi | Thunderbird Stadium, Vancouver Zuschauer: 3.500 Schiedsrichter: Don Reordan (USA) |

| 28. Juni 1997 13:00 PST | Vereinigte Staaten                           | 11 : 22       | Kanada                                            | Boxer Stadium, San Francisco Zuschauer: 1.800 Schiedsrichter: Shinchi Iwashita (Japan) |
| 28. Juni 1997 13:00 PST | Versuche: Saulala Straftritte: Alexander (2) | (8:8) Bericht | Versuche: Rees Stanley Straftritte: Rees Ross (3) | Boxer Stadium, San Francisco Zuschauer: 1.800 Schiedsrichter: Shinchi Iwashita (Japan) |

| 29. Juni 1997 14:00 JST | Japan                                                                  | 23 : 41        | Hongkong                                                                                       | Prinz-Chichibu-Rugbystadion, Tokio Zuschauer: 10.000 Schiedsrichter: Ian Hyde-Lay (Kanada) |
| 29. Juni 1997 14:00 JST | Versuche: Murata Oto Sakata Erhöhungen: Murata Straftritte: Murata (2) | (8:10) Bericht | Versuche: Dingley Fredricks Nabaro (2) Pengelly Erhöhungen: Murray (5) Straftritte: Murray (2) | Prinz-Chichibu-Rugbystadion, Tokio Zuschauer: 10.000 Schiedsrichter: Ian Hyde-Lay (Kanada) |